# 徐杰舜
徐舜（1943年12月—），中国当代民族学家、人类学专家，生于湖南省零陵，浙江余姚人。徐杰舜被认为在中国民族学诸领域有创造性学术贡献。

## 经历
1965年，毕业于中央民族学院分院（今中南民族学院）历史政治系。
任职有：广西民族学院民族学人类学研究所教授，中央民族大学人类学博士生导师，中南民族大学学科带头人，广西民族学院汉民族研究中心主任，右江民族师专人类学研究所所长等。
另任有：广西民族学院学报编辑部主任兼常务副主编。
社会兼职有：
中国都市人类学会常务理事，中国人文社会科学学报常务理事，中国东方文化研究会理事，中国民族社会学专业委员会理事，中国百越史研究会理事，广西法学会民族法学研究会会长，广西高等教育学会学报专业委员会理事长。
学术兼职有：
美国《社会学与人类学》杂志编委。中山大学兼职教授，云南大学兼职教授。

## 代表著作
- 《汉民族发展史》
- 《雪球：汉民族的人类学分析》
- 《人类学教程》
- 《汉族风俗史》
- 《中国民族史新编》

曾主编：
- 《中国民族政策通论》
- 《图说中华民族史》
- 《汉族民间风俗》